# Gyaria phoronis
Gyaria phoronis är en insektsart som beskrevs av Ronald Gordon Fennah 1957. Gyaria phoronis ingår i släktet Gyaria och familjen Flatidae. Inga underarter finns listade i Catalogue of Life.